# Carne de lata
A carne de lata é um tipo de carne produzida através de um processo de conservação de alimentos similar ao confit, ou seja carne cozida na própria gordura. Comumente produzida no interior brasileiro, principalmente nos estados de Minas Gerais e de São Paulo para o armazenamento de carne de porco. Ou seja a carne de lata vem do porco .
Neste processo a carne é cozida ou frita lentamente em sua própria gordura e em seguida armazenada em uma lata, vem daí a origem do seu nome, onde é coberta pela própria gordura quente, retirando assim grande parte da água e humidade do preparo, podendo conservar o alimento por até cerca de um ano se armazenado em temperatura ambiente e longe de umidade excessiva. Este processo foi muito utilizado no interior brasileiro até meados do século XX antes da popularização dos refrigeradores no Brasil.